# Труфановы Поляны
Труфановы Поляны — деревня в Кадомском районе Рязанской области. Входит в Восходское сельское поселение.

## География
Находится в восточной части Рязанской области на расстоянии приблизительно 17 км на запад по прямой от районного центра поселка Кадом.

## История
Упоминается с XVII века. В 1862 году здесь (тогда деревня Темниковского уезда Тамбовской губернии) было учтено 80 дворов.

## Население
| 1984 | 2010 | 2023 |
| ---- | ---- | ---- |
| 80   | ↘7   | ↘6   |

Численность населения: 570 человек (1862 год), 23 в 2002 году (русские 100 %), 7 в 2010.